# Trịnh Mai Nguyên
Trịnh Mai Nguyên (sinh ngày 30 tháng 5 năm 1975 tại Thanh Hóa) là một nam diễn viên, đạo diễn người Việt Nam. Anh được biết đến qua các bộ phim Lỡ hẹn với ngày xanh, Bí mật Eva, Hương vị tình thân và Đấu trí cùng một số vở kịch của Nhà hát Kịch Việt Nam. Anh được Nhà nước phong tặng Danh hiệu Nghệ sĩ Ưu tú vào năm 2019. Hiện anh đang là Trưởng Đoàn Kịch đương đại, Nhà hát Kịch Việt Nam.

## Tiểu sử và sự nghiệp
Trịnh Mai Nguyên sinh ngày 30 tháng 5 năm 1975 tại Thanh Hóa nhưng lớn lên ở Hà Nội. Anh là con của cố nhà thơ Trịnh Thanh Sơn.  Anh được khán giả biết đến khi 3 lần được vào vai Đại tướng Võ Nguyên Giáp trong 20 năm hoạt động nghệ thuật.  Năm 2021, anh trở lại với vai diễn Chủ tịch Khang trong bộ phim Hương vị tình thân. Năm 2022, anh vào vai Chủ tịch tỉnh Đoàn Phát trong bộ phim Đấu trí.

## Đời tư
Trịnh Mai Nguyên kết hôn với một người vợ là một kế toán, và hiện cả hai người có hai người con. Con trai lớn hiện đang học đại học, con gái thứ hai đang học lớp 6.

## Danh sách tác phẩm

### Phim điện ảnh
| Năm  | Tựa phim           | Vai diễn | Đạo diễn                             | Chú thích |
| ---- | ------------------ | -------- | ------------------------------------ | --------- |
| 1997 | Ngã ba Đồng Lộc    | Lái xe   | Lưu Trọng Ninh                       |           |
| 2002 | Người Mỹ trầm lặng | Sát thủ  | Phillip Noyce                        |           |
| 2002 | Vũ khúc con cò     | May      | Jonathan Foo; Nguyễn Phan Quang Bình |           |

### Phim truyền hình
| Năm  | Tựa phim                             | Vai diễn                 | Đạo diễn                                         | Kênh       | Ghi chú | Nguồn  |
| ---- | ------------------------------------ | ------------------------ | ------------------------------------------------ | ---------- | --- | ------ |
| 1996 | Ngọt ngào và man trá                 |                          | Nguyễn Hữu Phần                                  | VTV3       | |        |
| 1998 | Vùng hồ lặng sóng                    |                          | Trần Lực                                         | H1         | |        |
| 1998 | Dời nhà lên phố                      |                          | Nguyễn Danh Dũng                                 | VTV1       | |        |
| 1998 | Liệu pháp tình yêu                   | Mộc                      | Xuân Sơn                                         | VTV3       | |        |
| 2000 | Ước nguyện trước hoàng hôn           | Công an hộ tịch          | Trần Bích Ngọc - Trần Trung Nhàn                 | H1         | |        |
| 2000 | Cảnh sát hình sự: Bí mật hồ hang rắn |                          | Nguyễn Khải Hưng                                 | VTV3       | |        |
| 2001 | Người dưng                           | Thuyết                   | Lê Lực                                           | H1         | |        |
| 2002 | Nhà có cánh cổng sắt                 |                          | Nguyễn Anh Dũng                                  | VTV3       | |        |
| 2002 | Leclerc (Tuyết Đông Dương)           | Đại tướng Võ Nguyên Giáp | Marco Pico                                       |            | |        |
| 2003 | Chuyện xảy ra trước tết              | Anh Chữ                  | Đào Duy Phúc - Nguyễn Mạnh Hà                    | VTV3       | |        |
| 2003 | Bạn cùng lứa                         | Kiệt                     | Lê Lực                                           | H1         | |        |
| 2003 | Khi đàn chim trở về                  | Hoàng Tân                | Đỗ Chí Hướng - Nguyễn Danh Dũng                  | VTV3       | |        |
| 2003 | Người trong vở diễn xưa              | Dụng                     | Mạc Văn Chung                                    | VTV1       | |        |
| 2005 | Bản lĩnh người đẹp                   | Thanh                    | Nguyễn Anh Tuấn                                  | VTV3       | |        |
| 2007 | Bản lĩnh                             | Thanh                    | Nguyễn Anh Tuấn                                  | VTV3       | |        |
| 2010 | Bí mật Eva                           | Hưng                     | Đỗ Minh Tuấn                                     | VTV3       | |        |
| 2011 | Huyền sử thiên đô                    | Nguyễn Hạo               | Đặng Tất Bình - Phạm Thanh Phong                 | VTV3       | |        |
| 2015 | Khi đàn chim trở về (phần 3)         | Ông Đại                  | Nguyễn Danh Dũng                                 | VTV1       | |        |
| 2017 | Cao hơn bầu trời                     | Đại tướng Võ Nguyên Giáp | Nguyễn Xuân Cường                                | VTV9 SCTV6 | Sản xuất vào năm 2012 nhưng vì một số lý do nên phát sóng muộn                                                | [ 11 ] |
| 2019 | Ánh sáng trước mặt                   |                          | Vũ Hoài Sơn - Nguyễn Danh Dũng                   | VTV8       | Phim sản xuất vào năm 2014 nhưng vì một số lý do nên phát sóng muộn.                                          |        |
| 2021 | Hương vị tình thân                   | Chủ tịch Khang           | Nguyễn Danh Dũng                                 | VTV1       | |        |
| 2022 | Đấu trí                              | Đoàn Phát                | Nguyễn Danh Dũng, Bùi Quốc Việt, Nguyễn Đức Hiếu | VTV1       | Phim lấy cảm hứng tích hợp từ Vụ án sai phạm tại Công ty cổ phần Công nghệ Việt Á và Vụ án Nhật Cường Mobile. |        |
| 2023 | Biệt dược đen                        | Ông Hiếu                 | Phạm Gia Phương, Trần Trọng Khôi                 | VTV3       | |        |
| 2024 | Lỡ hẹn với ngày xanh                 | Ông Thắng                | Trần Hoài Sơn                                    | VTV1       | |        |

### Kịch

#### Với vai trò diễn viên
| Năm  | Tác phẩm                    | Vai diễn | Tác giả             | Nguồn         |
| ---- | --------------------------- | -------- | ------------------- | ------------- |
| 2012 | Chia tay hoàng hôn          |          |                     |               |
| 2013 | Hồn Trương Ba, da hàng thịt |          | Lưu Quang Vũ        | [ 12 ]        |
| 2014 | Lâu đài cát                 |          | Nguyễn Đăng Chương  | [ 13 ] [ 14 ] |
| 2017 | Chuyện nàng Kiều            |          | Nguyễn Du           | [ 15 ]        |
| 2015 | Đám cưới con gái chuột      |          | Chua Soo Pong       | [ 16 ]        |
| 2016 | Hamlet                      |          | William Shakespeare | [ 17 ]        |
| 2017 | Lão hà tiện                 | Arpagon  | Molière             | [ 18 ]        |
| 2018 | Nghêu Sò Ốc Hến             | Thầy Lý  |                     | [ 19 ]        |
| 2018 | Thế sự                      |          | Lê Chí Trung        | [ 20 ] [ 21 ] |

#### Với vai trò đạo diễn
| Năm  | Tác phẩm            | Tác giả      | Ghi chú                                                                 | Nguồn  |
| ---- | ------------------- | ------------ | ----------------------------------------------------------------------- | ------ |
| 2017 | Ảo ảnh hạnh phúc    | Lê Chí Trung | Được dàn dựng để tưởng niệm 10 năm ngày mất của nhà thơ Trịnh Thanh Sơn | [ 22 ] |
| 2022 | Người trong cõi nhớ | Lưu Quang Vũ |                                                                         | [ 23 ] |

## Vinh danh
- Nghệ sĩ Ưu tú (2019)

## Giải thưởng
| Năm  | Giải thưởng                                                   | Tác phẩm                    | Kết quả         | Tham khảo     |
| ---- | ------------------------------------------------------------- | --------------------------- | --------------- | ------------- |
| 2012 | Liên hoan sân khấu kịch nói chuyên nghiệp toàn quốc           | Chia tay hoàng hôn          | Huy chương bạc  |               |
| 2013 | Liên hoan Sân khấu Kịch Lưu Quang Vũ                          | Hồn Trương Ba, da hàng thịt | Huy chương bạc  |               |
| 2015 | Cuộc thi nghệ thuật sân khấu kịch nói chuyên nghiệp toàn quốc | Lâu đài cát                 | Huy chương vàng | [ 13 ] [ 14 ] |